# 依布茶卡
依布茶卡（藏語：གཡི་སྦུག་ཚྭ་ཁ，威利转写：g.yi sbug tshwa kha，THL：Yibuk Tsakha，也作腰布茶卡，藏语意为“猞猁穴盐湖”）位于中国西藏自治区那曲市尼玛县境内，地处尼玛县中部，湖滨北岸为三角洲平原，南岸为盐碱地。湖面海拔4557米，面积88平方公里。湖区气候寒冷干燥，年均气温-6～-4℃，年均降水量150～200毫米。湖水主要靠地表径流补给。有石盐、芒硝沉积。